# Дёмушкин, Илья Олегович
Илья Олегович Дёмушкин (родился 23 января 1986 в Пензе) — российский регбист, защитник (фулбэк).  Мастер спорта (2012). Неоднократно становился самым результативным игроком чемпионата России по регби по очкам (2010, 2013, 2014, 2015).

## Карьера

### Клубная
Воспитанник пензенского регби, учился в ДЮСШ регбийного клуба «Империя». Перед сезоном 2013 перешёл в ВВА-Подмосковье из Монино. После создания в Пензе клуба «Локомотив-Пенза» в 2019 году вернулся в родной город. Позже выступал за клубы «Булава» и «Торпедо». Илья Дёмушкин неоднократно признавался самым результативным игроком Чемпионатов России по очкам (2010, 2013, 2014, 2015).
В 2022 года Илья стал детским тренером в СШОР «Монинские тигры», а также освоил судейское ремесло, успев поработать на матчах женского Чемпионата России по регби-7.

### В сборной
Летом 2014 года вызывался в сборную России для подготовки к отборочным матчам Кубка Мира 2015 против Зимбабве, но в игре участие не принял. Дебютировал в сборной 8 ноября 2014 выйдя на замену в тест-матче против сборной Гонконга.

## Личная жизнь
Женат, есть дочь.